# Swissmechanic
Swissmechanic ist ein Schweizer Arbeitgeberverband der KMU in der MEM-Branche (Klein- und Mittelbetriebe der Maschinen-, Elektro- und Metallbranche). Der Verband vertritt ca. 1'400 Mitgliedsfirmen mit mehr als 65'000 Mitarbeitenden, davon etwa 6000 Auszubildende.
Angeschlossen sind die mechanisch-technischen und elektro-technischen/elektronischen Berufsgruppen sowie Branchen- und Fachorganisationen der Schweiz und des Fürstentums Liechtenstein. 
Schwerpunktmässig richtet sich die Verbandspolitik nach den Bedürfnissen der Klein- und Mittelbetriebe (KMU-Betriebe), seien dies Zulieferer, Hersteller eigener Produkte oder Dienstleister.
Der Verband wurde am 17. Juni 1939 auf dem Gelände der Landesausstellung in Zürich gegründet.

## Organisation
Der Verband umfasst 13 selbstständige Sektionen (inkl. Fachorganisation Forum Blech, das sich um die Weiterentwicklung der blechbearbeitenden Industrie in der Schweiz bemüht) und eine assoziierte Organisation (GIM Groupement suisse de l’Industrie des Machines). 
Der Verband ist in folgenden Abteilungen organisiert:
- Politik (Interessensvertretung)
- Wirtschaft (Arbeitssicherheit, Dienstleistungen usw.)
- Bildung – Berufsbildung (berufliche Grundbildung[4]) und Weiterbildung (Fertigungsfachmann mit eidgenössischem Fachausweis neu Produktionsfachmann, Techniker HF Maschinenbau)

Der Arbeitgeberverband Swissmechanic wird seit Oktober 2022 vom Tessiner Unternehmer Nicola R. Tettamanti präsidiert. Die operative Führung der nationalen Organisation Swissmechanic Schweiz obliegt  Erich Sannemann.